# Ormesberga landskommun
Ormesberga landskommun var en tidigare kommun i Kronobergs län.

## Administrativ historik
Landskommunen inrättades i Ormesberga socken i Norrvidinge härad i Småland när 1862 års kommunalförordningar trädde i kraft 1863. Den upphörde vid kommunreformen 1952, då den gick upp i Moheda landskommun. Sedan 1971 tillhör området Växjö kommun.